# Herðubreið
Herðubreið (bred-skuldret eller (gammeldansk) hærdebred) er en 1682 m høj tuya-vulkan i det nordøstlige Island. Den ligger i det islandske højland lidt nordøst for vulkanen Askja midt i en næsten vegetationsløs lavaørken, der er dannet ved udbrud fra skjoldvulkanen Trölladyngja.
Herðubreið udgør et meget iøjnefaldende bjerg, som kan ses over stor afstand. Bjerget er dannet som en tuya under sidste istid ved gentagne udbrud under isen. Den har meget stejle sider og med en asymmetrisk vulkansk kegle på toppen, som er dannet efter istidens ophør.
Nær Herðubreið ligger oasen Herðubreiðarlindir med en lejrplads og vandrestier. I gamle dage var stedet kendt for at huse fredløse. En af de mest kendte fredløse var Fjalla-Eyvindur, som overvintrede her i vinteren 1774-75. Hans hule fra dengang kan beses i lavaen tæt på lejrpladsen.